# Stazione di Dogna
La stazione di Dogna era una stazione ferroviaria a servizio del comune di Dogna, in provincia di Udine, posta sul vecchio tracciato della ferrovia Pontebbana, dismesso dal 1995.

## Storia
Dogna fu raggiunta dal tronco di ferrovia Chiusaforte-Pontebba il 25 luglio 1879 dalla vecchia stazione posta più a nord della nuova, che venne sostituita nel 1935.
Nel 1974 il piazzale della stazione venne interessato da una frana al chilometro 60+884. La tratta venne ripristinata il 7 aprile 1975.
Venne dismessa nel 1995 con tutta la tratta dove era posta e nel 2005 il sedime venne riutilizzato come percorso della ciclovia Alpe Adria.

## Strutture e impianti
La stazione era composta da un fabbricato viaggiatori e da due binari serviti da banchine collegate fra loro tramite un attraversamento a raso. Annesso al piccolo fabbricato vi è l'ufficio movimento dove si poteva controllare e governare tutti gli enti di piazzale centralizzati. Vi erano inoltre altri due edifici di servizio. Al 2011 erano ancora evidenti le banchine, anche se invase dalla vegetazione, soprattutto la seconda e l'ex sede ferroviaria del 2º binario, non riutilizzata per la ciclovia.